# 松平親俊
松平 親俊（まつだいら ちかとし）は、戦国時代の三河国の武将。福釜松平家3代当主。通称は三郎次郎。

## 生涯

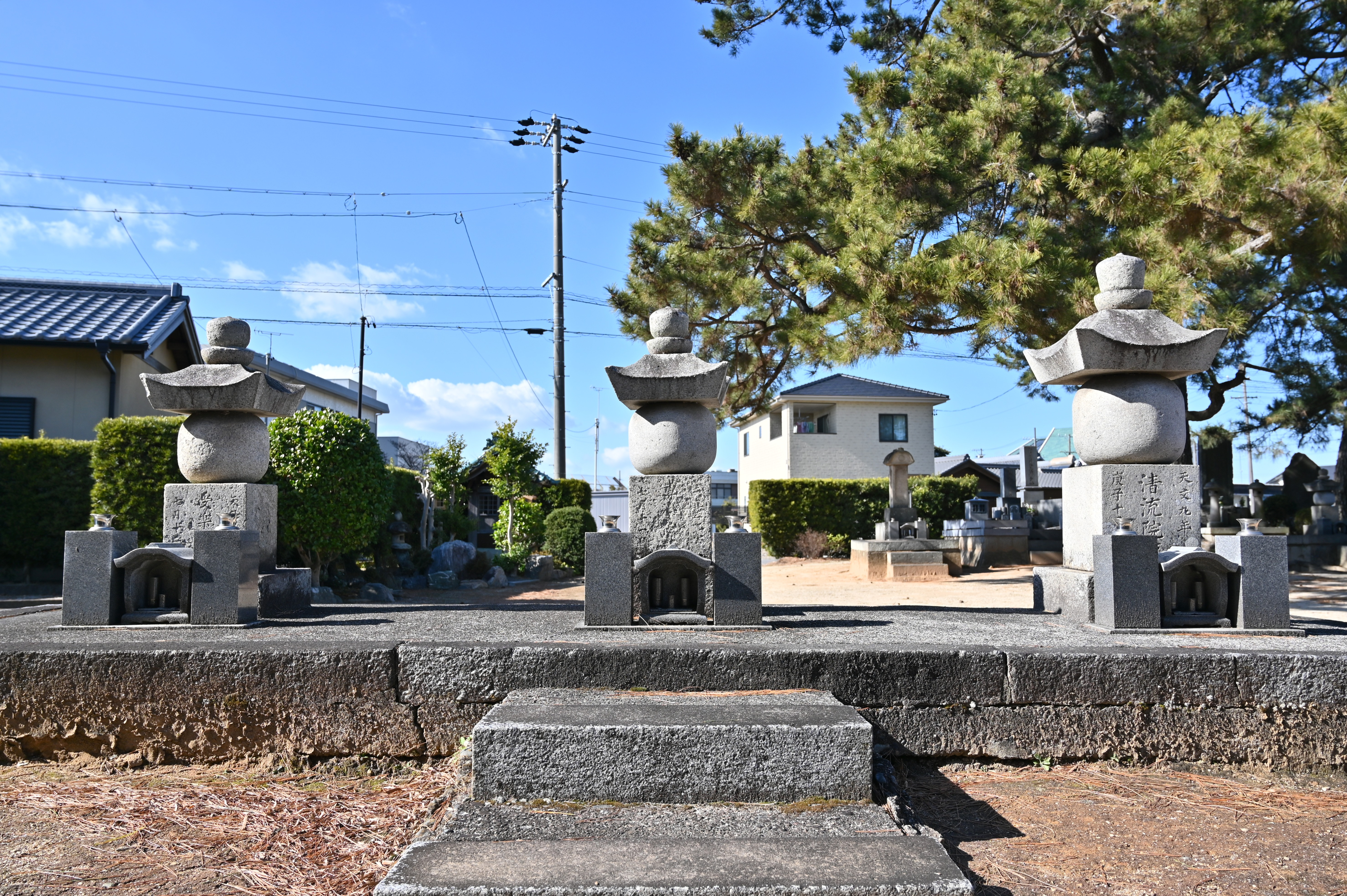
福釜松平家三代の墓（右から初代親盛、2代親次、3代親俊）

福釜松平家2代・松平親次の子。『寛政重修諸家譜』（以下『寛政譜』）によれば、親次は享禄3年（1530年）の宇利城の戦いで戦死したとする。ただしこの戦いで戦死したのは福釜家初代の親盛であるともされ、『安城市史』では親次を大永元年（1521年）生まれ・天正3年（1575年）没とする。
親俊は松平広忠、徳川家康に仕え、各地の戦いに従事して軍功を立てたという。『徳川実紀』によれば、今川義元に命じられて徳川家康（当時は松平元康）が大高城に兵糧搬入を行った際、「松平左馬介親俊」は酒井正親・石川数正とともに先鋒を命じられ、大高・丸根・鷲津の諸城砦から離れた寺部城を攻めて織田方を引き付けた。
天正3年（1575年）、長篠城主・奥平貞昌（のちの奥平信昌）が徳川家に降伏すると、徳川家から派遣されて長篠城に入り、籠城戦を戦うことになる（長篠の戦いも参照）。
天正9年（1581年）6月、家康が遠江国二俣城に進発した際に同行する。しかし、「鳥羽山の御陣所」（鳥羽山城）にて急病を発し、家康自らが薬を処方した上、福釜に帰された。同年7月12日死去。
『寛政譜』によれば、初代親盛から4代康親までは福釜の宝泉院を葬地としたという。現代では宝泉院の西100mほどの場所にある「松平墓地（福釜城主墓域）」に、初代親盛から5代康盛までの福釜松平家歴代の墓が移されている。宝泉院には福釜松平家初代親盛・2代親次・3代親俊の肖像画があり、安城市指定の文化財となっている（指定名は「絹本著色　福釜松平三代像」）。

## 系譜
『寛政重修諸家譜』（以下『寛政譜』）によれば、はじめ酒井忠次の四男・松平久恒（甚三郎）を養子に迎えた。しかし、その後「ゆへありて」実家に帰った。ただし久恒はその後も「松平甚三郎」を称しており、その子孫は出羽庄内藩酒井家の重臣として続くことになる。
実子の松平康親が跡を継いだ。康親はまだ幼年であった（「いまだいとけなし」）が、型通りの家督相続が認められたと記されている。